# Eugenio III di Toledo
Eugenio III di Toledo (Spagna, ... – Toledo, 657) è stato un arcivescovo spagnolo del VII secolo.

## Biografia
Nacque in Spagna intorno al VII secolo da una famiglia di origine gotica e divenne monaco a Saragozza.
Alla morte dell'arcivescovo di Toledo Eugenio II, nel 646, venne nominato suo successore. In un primo momento rifiutò la carica e per sfuggire alla nomina episcopale si nascose in un cimitero, ma infine accettò la consacrazione. Era il 31º vescovo dell'Arcidiocesi di Toledo, il terzo con il nome di Eugenio (il secondo se si considera la lista degli arcivescovi).
Amministrò con saggezza la sede episcopale affidatagli per 11 anni.
Compose opere poetiche in prosa ed in versi, alcune ancora conservate, e fu inoltre musicista e compositore di canti liturgici.
Alla sua morte, nel 657, gli succedette il nipote Ildefonso.
Secondo quanto è inciso sulla lapide presso la porta di via Moscova 9, a Milano, nella chiesa di S. Angelo è custodita la reliquia di S. Eugenio.